# Erich Kallius
Erich Wilhelm Heinrich Kallius (Berlino, 3 agosto 1867 – Heidelberg, 1º  gennaio 1935) è stato un anatomista tedesco.

## Biografia
Ha studiato presso le università di Berlino e Gottinga, conseguendo il dottorato in medicina nel 1892. Da studente, ha avuto come insegnanti, Heinrich Wilhelm Gottfried von Waldeyer-Hartz a Berlino e Friedrich Merkel a Gottinga. Nel 1894 ha ricevuto la sua abilitazione in anatomia, a Gottinga, dove durante l'anno successivo, è diventato professore. Dal 1907 al 1917 è stato professore di anatomia presso l'Università di Greifswald, seguita da una cattedra presso l'Università di Breslavia (1917-1921). Nel 1921 è stato nominato direttore dell'Istituto di anatomia presso l'Università di Heidelberg.
La sua ricerca è stata principalmente nei settori di anatomia comparata e nel settore evolutivo. I suoi principali settori di attività includono gli studi sullo sviluppo della lingua e della ghiandola tiroidea. Egli è diventato famoso per aver introdotto il metodo di Golgi.

## Opere principali
- Beiträge zur Entwicklung der Zunge,  (ca. 1890 to 1906)
- Ein einfaches Verfahren, um Golgische Präparate für die Dauer zu fixieren, 1892
- Beiträge zur Entwickelungsgeschichte des Kehlkopfes, 1897
- Sinnesorgane. Abt. 1. Geruchsorgan (organon olfactus) und Geschmacksorgan, 1905 Parte della serie: Handbuch der Anatomie des Menschen, 5. Bd., 1. Abt., 2. T.
- Anatomie und bildende Kunst Rede, 1924[3]